# Seven de Australia 2023
El Seven de Australia 2023 fue el quinto torneo de la Serie Mundial Masculina de Rugby 7 2022-23.
Se disputó en el Sydney Football Stadium de Sídney, Australia.

## Formato
Se dividen en cuatro grupos de cuatro equipos, cada grupo se resuelve con el sistema de todos contra todos a una sola ronda; la victoria otorga 3 puntos, el empate 2 y la derrota 1 punto.
Los dos equipos con más puntos en cada grupo avanzan a cuartos de final de la Copa. Los cuatro ganadores avanzan a semifinales de la Copa, y los cuatro perdedores a semifinales por el quinto puesto.
Los dos equipos con menos puntos en cada grupo jugaron la Challenge Trophy, definiendo en la misma el puesto final a ocupar en el torneo y los puntos correspondientes a tal mérito que suman para la tabla anual de la  Serie Mundial Masculina de Rugby 7 2022-23.

## Fase de grupos
|  | Avanzan a cuartos de final. |

### Grupo A
| Pos | Países       | Partidos | Partidos | Partidos | Tantos | Tantos | Tantos | Pts |
| Pos | Países       | G        | E        | P        | PF     | PC     | DP     | Pts |
| --- | ------------ | -------- | -------- | -------- | ------ | ------ | ------ | --- |
| 1   | Australia    | 3        | 0        | 0        | 63     | 24     | +39    | 9   |
| 2   | Gran Bretaña | 2        | 0        | 1        | 66     | 36     | +30    | 7   |
| 3   | Argentina    | 1        | 0        | 2        | 53     | 74     | -21    | 5   |
| 4   | Canadá       | 0        | 0        | 3        | 31     | 79     | -48    | 3   |

| 27 de enero | Australia | 12 - 7 | Gran Bretaña |  |  |

| 27 de enero | Argentina | 24 - 19 | Canadá |  |  |

| 28 de enero | Australia | 22 - 7 | Canadá |  |  |

| 28 de enero | Argentina | 19 - 26 | Gran Bretaña |  |  |

| 28 de enero | Canadá | 5 - 33 | Gran Bretaña |  |  |

| 28 de enero | Argentina | 10 - 29 | Australia |  |  |

### Grupo B
| Pos | Países        | Partidos | Partidos | Partidos | Tantos | Tantos | Tantos | Pts |
| Pos | Países        | G        | E        | P        | PF     | PC     | DP     | Pts |
| --- | ------------- | -------- | -------- | -------- | ------ | ------ | ------ | --- |
| 1   | Sudáfrica     | 3        | 0        | 0        | 76     | 31     | +45    | 9   |
| 2   | Nueva Zelanda | 2        | 0        | 1        | 92     | 24     | +68    | 7   |
| 3   | Kenia         | 1        | 0        | 2        | 29     | 83     | -54    | 5   |
| 4   | Uruguay       | 0        | 0        | 3        | 38     | 97     | -59    | 3   |

| 27 de enero | Sudáfrica | 31 - 5 | Kenia |  |  |

| 27 de enero | Nueva Zelanda | 45 - 7 | Uruguay |  |  |

| 28 de enero | Nueva Zelanda | 33 - 0 | Kenia |  |  |

| 28 de enero | Sudáfrica | 28 - 12 | Uruguay |  |  |

| 28 de enero | Kenia | 24 - 19 | Uruguay |  |  |

| 28 de enero | Nueva Zelanda | 14 - 17 | Sudáfrica |  |  |

### Grupo C
| Pos | Países         | Partidos | Partidos | Partidos | Tantos | Tantos | Tantos | Pts |
| Pos | Países         | G        | E        | P        | PF     | PC     | DP     | Pts |
| --- | -------------- | -------- | -------- | -------- | ------ | ------ | ------ | --- |
| 1   | Samoa          | 3        | 0        | 0        | 78     | 34     | +44    | 9   |
| 2   | Irlanda        | 2        | 0        | 1        | 64     | 17     | +47    | 7   |
| 3   | Estados Unidos | 1        | 0        | 2        | 40     | 66     | -26    | 5   |
| 4   | España         | 0        | 0        | 3        | 29     | 94     | -65    | 3   |

| 27 de enero | Irlanda | 12 - 17 | Samoa |  |  |

| 27 de enero | Estados Unidos | 33 - 14 | España |  |  |

| 28 de enero | Irlanda | 26 - 0 | España |  |  |

| 28 de enero | Estados Unidos | 7 - 26 | Samoa |  |  |

| 28 de enero | Samoa | 35 - 15 | España |  |  |

| 28 de enero | Irlanda | 26 - 0 | Estados Unidos |  |  |

### Grupo D
| Pos | Países  | Partidos | Partidos | Partidos | Tantos | Tantos | Tantos | Pts |
| Pos | Países  | G        | E        | P        | PF     | PC     | DP     | Pts |
| --- | ------- | -------- | -------- | -------- | ------ | ------ | ------ | --- |
| 1   | Fiyi    | 3        | 0        | 0        | 125    | 19     | +106   | 9   |
| 2   | Francia | 2        | 0        | 1        | 71     | 36     | +35    | 7   |
| 3   | Tonga   | 1        | 0        | 2        | 33     | 104    | -71    | 5   |
| 4   | Japón   | 0        | 0        | 3        | 29     | 99     | -70    | 3   |

| 27 de enero | Fiyi | 52 - 7 | Tonga |  |  |

| 27 de enero | Francia | 19 - 17 | Japón |  |  |

| 28 de enero | Fiyi | 54 - 0 | Japón |  |  |

| 28 de enero | Francia | 40 - 0 | Tonga |  |  |

| 28 de enero | Tonga | 26 - 12 | Japón |  |  |

| 28 de enero | Francia | 12 - 19 | Fiyi |  |  |

## Fase final

### Definición 13° puesto
|  | Semifinal | Semifinal | Semifinal |        |         | 13° puesto | 13° puesto | 13° puesto |  |
|  |           |           |           |        |         |            |            |            |  |
|  |           |           |           |        |         |            |            |            |  |
|  | Uruguay   | Uruguay   | 24        |        |         |            |            |            |  |
|  | Uruguay   | Uruguay   | 24        |        |         |            |            |            |  |
|  | Japón     | Japón     | 19        |        |         |            |            |            |  |
|  | Japón     | Japón     | 19        |        | Uruguay | Uruguay    | 26         |            |  |
|  |           |           |           |        | Uruguay | Uruguay    | 26         |            |  |
|  |           |           | España    | España | 5       |            |            |            |  |
|  | España    | España    | España    | España | 5       | 17         |            |            |  |
|  | España    | España    |           |        |         | 17         |            |            |  |
|  | Canadá    | Canadá    | 14        |        |         |            |            |            |  |
|  | Canadá    | Canadá    | 14        |        |         |            |            |            |  |
|  |           |           |           |        |         |            |            |            |  |

### Definición 9° puesto
|  | Cuartos de final | Cuartos de final | Cuartos de final |           |                | Semifinales    | Semifinales | Semifinales |  |           | 9° puesto | 9° puesto | 9° puesto |  |
|  |                  |                  |                  |           |                |                |             |             |  |           |           |           |           |  |
|  |                  |                  |                  |           |                |                |             |             |  |           |           |           |           |  |
|  | Estados Unidos   | Estados Unidos   | 14               |           |                |                |             |             |  |           |           |           |           |  |
|  | Estados Unidos   | Estados Unidos   | 14               |           |                |                |             |             |  |           |           |           |           |  |
|  | Uruguay          | Uruguay          | 12               |           |                |                |             |             |  |           |           |           |           |  |
|  | Uruguay          | Uruguay          | 12               |           | Estados Unidos | Estados Unidos | 17          |             |  |           |           |           |           |  |
|  |                  |                  |                  |           | Estados Unidos | Estados Unidos | 17          |             |  |           |           |           |           |  |
|  |                  |                  | Argentina        | Argentina | 19             |                |             |             |  |           |           |           |           |  |
|  | Argentina        | Argentina        | Argentina        | Argentina | 19             | 19             |             |             |  |           |           |           |           |  |
|  | Argentina        | Argentina        |                  |           |                |                |             |             |  |           |           |           |           |  |
|  | Japón            | Japón            | 12               |           |                |                |             |             |  |           |           |           |           |  |
|  | Japón            | Japón            | 12               |           |                |                |             |             |  | Argentina | Argentina | 21        |           |  |
|  |                  |                  |                  |           |                |                |             |             |  | Argentina | Argentina | 21        |           |  |
|  |                  |                  | Tonga            | Tonga     | 19             |                |             |             |  |           |           |           |           |  |
|  | Kenia            | Kenia            | Tonga            | Tonga     | 19             | 17             |             |             |  |           |           |           |           |  |
|  | Kenia            | Kenia            |                  |           |                |                |             |             |  |           |           |           |           |  |
|  | España           | España           | 12               |           |                |                |             |             |  |           |           |           |           |  |
|  | España           | España           | 12               |           | Kenia          | Kenia          | 24          |             |  |           |           |           |           |  |
|  |                  |                  |                  |           | Kenia          | Kenia          | 24          |             |  |           |           |           |           |  |
|  |                  |                  | Tonga            | Tonga     | 26             |                |             |             |  |           |           |           |           |  |
|  | Tonga            | Tonga            | Tonga            | Tonga     | 26             | 35             |             |             |  |           |           |           |           |  |
|  | Tonga            | Tonga            |                  |           |                |                |             |             |  |           |           |           |           |  |
|  | Canadá           | Canadá           | 14               |           |                |                |             |             |  |           |           |           |           |  |
|  | Canadá           | Canadá           | 14               |           |                |                |             |             |  |           |           |           |           |  |
|  |                  |                  |                  |           |                |                |             |             |  |           |           |           |           |  |

### Definición 5° puesto
|  | Semifinal    | Semifinal    | Semifinal |         |       | 5° puesto | 5° puesto | 5° puesto |  |
|  |              |              |           |         |       |           |           |           |  |
|  |              |              |           |         |       |           |           |           |  |
|  | Samoa        | Samoa        | 24        |         |       |           |           |           |  |
|  | Samoa        | Samoa        | 24        |         |       |           |           |           |  |
|  | Australia    | Australia    | 10        |         |       |           |           |           |  |
|  | Australia    | Australia    | 10        |         | Samoa | Samoa     | 24        |           |  |
|  |              |              |           |         | Samoa | Samoa     | 24        |           |  |
|  |              |              | Irlanda   | Irlanda | 12    |           |           |           |  |
|  | Irlanda      | Irlanda      | Irlanda   | Irlanda | 12    | 21        |           |           |  |
|  | Irlanda      | Irlanda      |           |         |       | 21        |           |           |  |
|  | Gran Bretaña | Gran Bretaña | 19        |         |       |           |           |           |  |
|  | Gran Bretaña | Gran Bretaña | 19        |         |       |           |           |           |  |
|  |              |              |           |         |       |           |           |           |  |

### Copa de oro
|  | Cuartos de final | Cuartos de final | Cuartos de final |           |               | Semifinales   | Semifinales | Semifinales |         |               | Copa          | Copa         | Copa |  |
|  |                  |                  |                  |           |               |               |             |             |         |               |               |              |      |  |
|  |                  |                  |                  |           |               |               |             |             |         |               |               |              |      |  |
|  | Samoa            | Samoa            | 0                |           |               |               |             |             |         |               |               |              |      |  |
|  | Samoa            | Samoa            | 0                |           |               |               |             |             |         |               |               |              |      |  |
|  | Nueva Zelanda    | Nueva Zelanda    | 12               |           |               |               |             |             |         |               |               |              |      |  |
|  | Nueva Zelanda    | Nueva Zelanda    | 12               |           | Nueva Zelanda | Nueva Zelanda | 36          |             |         |               |               |              |      |  |
|  |                  |                  |                  |           | Nueva Zelanda | Nueva Zelanda | 36          |             |         |               |               |              |      |  |
|  |                  |                  | Francia          | Francia   | 5             |               |             |             |         |               |               |              |      |  |
|  | Australia        | Australia        | Francia          | Francia   | 5             | 14            |             |             |         |               |               |              |      |  |
|  | Australia        | Australia        |                  |           |               |               |             |             |         |               |               |              |      |  |
|  | Francia          | Francia          | 17               |           |               |               |             |             |         |               |               |              |      |  |
|  | Francia          | Francia          | 17               |           |               |               |             |             |         | Nueva Zelanda | Nueva Zelanda | 38           |      |  |
|  |                  |                  |                  |           |               |               |             |             |         | Nueva Zelanda | Nueva Zelanda | 38           |      |  |
|  |                  |                  | Sudáfrica        | Sudáfrica | 0             |               |             |             |         |               |               |              |      |  |
|  | Sudáfrica        | Sudáfrica        | Sudáfrica        | Sudáfrica | 0             | 26            |             |             |         |               |               |              |      |  |
|  | Sudáfrica        | Sudáfrica        |                  |           |               |               |             |             |         |               |               |              |      |  |
|  | Irlanda          | Irlanda          | 12               |           |               |               |             |             |         |               |               |              |      |  |
|  | Irlanda          | Irlanda          | 12               |           | Sudáfrica     | Sudáfrica     | 31          |             |         | Tercer lugar  | Tercer lugar  | Tercer lugar |      |  |
|  |                  |                  |                  |           | Sudáfrica     | Sudáfrica     | 31          |             |         | Tercer lugar  | Tercer lugar  | Tercer lugar |      |  |
|  |                  |                  | Fiyi             | Fiyi      | 12            |               |             |             |         |               |               |              |      |  |
|  | Fiyi             | Fiyi             | Fiyi             | Fiyi      | 12            | 26            |             |             | Francia | Francia       | 29            |              |      |  |
|  | Fiyi             | Fiyi             |                  |           |               |               |             |             | Francia | Francia       | 29            |              |      |  |
|  | Gran Bretaña     | Gran Bretaña     | 14               |           |               |               |             |             |         |               | Fiyi          | Fiyi         | 5    |  |
|  | Gran Bretaña     | Gran Bretaña     | 14               |           |               |               |             |             |         |               | Fiyi          | Fiyi         | 5    |  |
|  |                  |                  |                  |           |               |               |             |             |         |               |               |              |      |  |

| Bandera de Nueva Zelanda |
| Campeón Nueva Zelanda    |
| 1º título del circuito   |